# Constantin Thon
 (août 2022).
Si vous disposez d'ouvrages ou d'articles de référence ou si vous connaissez des sites web de qualité traitant du thème abordé ici, merci de compléter l'article en donnant les références utiles à sa vérifiabilité et en les liant à la section « Notes et références ».
Constantin Andreïevitch Thon (en russe : Константи́н Андре́евич Тон), dont le nom est également épelé Ton, est un architecte russe d'origine allemande, né à Saint-Pétersbourg le 26 octobre 1794 (6 novembre dans le calendrier grégorien) et mort à Saint-Pétersbourg le 25 janvier 1881 (6 février dans le calendrier grégorien).

## Biographie

### Les débuts
Constantin Thon naît à Saint-Pétersbourg. Son père est un joaillier allemand et ses deux frères (dont André) seront aussi architectes. Il est éduqué à la fameuse Sankt Petri Schule dépendant de la paroisse luthérienne Saint-Pierre-et-Saint-Paul et en 1804 est admis à l'école de l'Académie impériale des beaux-arts, où il entre en 1808 dans la classe d'architecture d'Andreï Voronikhine. Il termine ses études en 1815 avec le rang d'élève de première classe et obtient une petite médaille d'or, grâce à son projet du Sénat. Il entre ensuite au Comité de construction et de travaux hydrauliques qui venait d'être créé à Saint-Pétersbourg. Parallèlement, il travaille au réaménagement de l'Auberge allemande de l'île Krestovski (île de la Croix) à l'ouest de la capitale impériale. Il élabore plusieurs projets de marchés couverts et de galeries marchandes pour des foires et est envoyé à l'étranger parfaire sa formation en 1818.

### LeGrand Tour
Thon arrive à Rome au début de l'année et se met d'emblée à étudier les monuments de l'Antiquité et les premières églises chrétiennes. Il fait aussi un voyage en Sicile et dans le sud de l'Italie. De retour à Rome, il travaille à des plans d'églises basilicales inspirées des églises primitives qu'il révise pour satisfaire aux besoins de la liturgie orthodoxe. Il s'inspire aussi des temples grecs. Il concourt à un projet d'hôpital qu'il présente à l'Académie de Rome.
Constantin Thon se rend à Florence en 1822 et y présente ses travaux à l'Académie. Grâce à cela, il est admis à l'Académie de Florence. Il fait ensuite un voyage avec étapes à Gênes, Ravenne, Bologne, Milan, Pavie et Genève, où il travaille au plan de la maison de campagne de Duval, ancien bijoutier à la Cour de Russie. Il est ensuite à Dijon et arrive à Paris, où il dessine et peint les paysages et les monuments de Naples et des Deux-Siciles d'après les études de son voyage passé.
Lorsqu'il revient à Rome, il emploie son talent à la restauration de monuments antiques, notamment le temple de la Fortune de Præneste et surtout le palais de César à Rome, sur le Palatin. Il acquiert alors la réputation d'un artiste érudit et s'attire l'attention de l'empereur Nicolas Ier de Russie qui lui octroie une rente de 3 000 roubles par an et la charge de membre du cabinet particulier de Sa Majesté Impériale. De retour en 1828 à Saint-Pétersbourg, Constantin Thon est chargé de transformer la salle de conférences de l'Académie impériale en galerie d'art pour les moulages et les collections de gypse et de plâtre et d'en construire une nouvelle, ainsi que d'aménager d'autres parties de l'édifice.

### Académicien
Constantin Thon est nommé académicien et professeur d'architecture de second rang en 1830. Les paroissiens de l'église Sainte-Catherine, derrière le pont Kalitkine, lancent un concours pour la reconstruction de leur église auquel il participe. Son projet inspiré des églises moscovites à cinq coupoles soulève l'enthousiasme des paroissiens qui lui confient donc la construction de l'église, et surtout attire une nouvelle fois l'attention de l'empereur, fort satisfait.

### Les débuts de lacathédrale du Christ-Sauveur

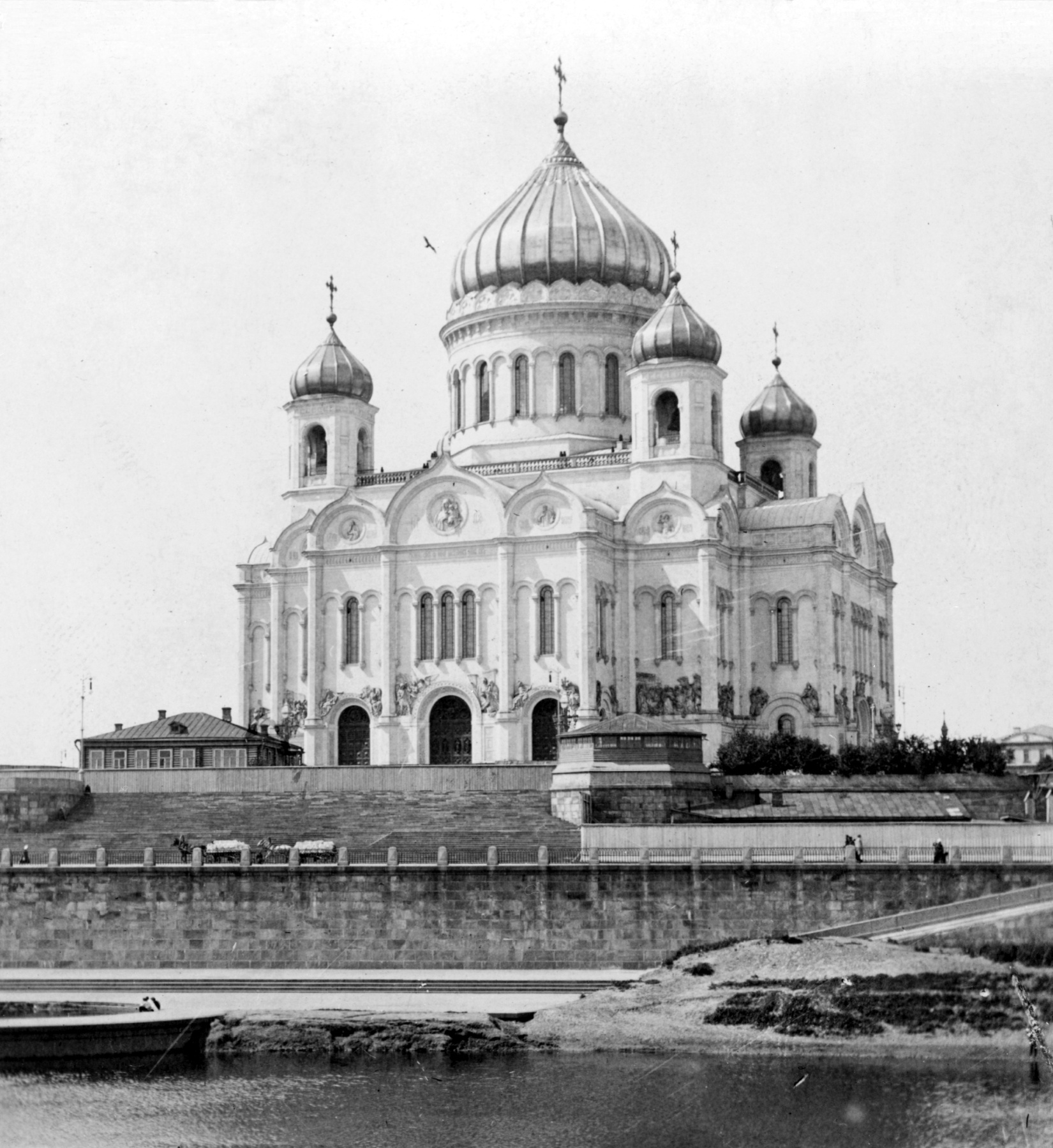
La cathédrale du Christ-Sauveur en 1903

L'académie avait été chargée un peu plus tôt, en 1829, d'examiner la question de la construction de la cathédrale du Christ-Sauveur à Moscou. L'emplacement initialement retenu au Mont des Moineaux est finalement repoussé et le projet néoclassique du Suédois Alexandre Vitberg jugé irréaliste, car trop coûteux, trop imposant et mal finalisé. Constantin Thon est choisi pour trouver un nouvel endroit avec l'obligation de construire un édifice dans le style russe, avec des apports néo-byzantins. Il va consacrer le reste de ses jours à travailler à ce chantier. Il construit aussi l'église Saint-Mitrophane de Voronej (1832), continue la construction de l'église Sainte-Catherine et à aménage les quais de la Néva en granite rose avec deux sphinx achetés à Alexandrie par Andreï Mouraviov. Il dessine les plans d'un monastère pour cent moines, afin de recevoir le titre de professeur de second rang, et selon la volonté de l'empereur participe au concours pour la nouvelle iconostase de la cathédrale Notre-Dame-de-Kazan de Saint-Pétersbourg qui avait été endommagée par la guerre de 1812. Sa composition du monument de Kazan dédié à Derjavine est jugée la meilleure des trois présentées. Il est nommé membre du comité de construction et de travaux hydrauliques de Saint-Pétersbourg en 1833 et devient professeur à l'Académie impériale. Il participe ensuite au concours pour la construction de l'observatoire de Poulkovo, de l'église Sainte-Catherine de Tsarkoïe Selo et de l'église Saint-Pierre-et-Saint-Paul de Peterhof.
Il est l'auteur, avec d'autres professeurs de l'Académie, du projet de monument de Dimitri Donskoï à Koulikovo et construit l'imposante église du régiment Sémionovski dans le style Vieux-Russe qui devient alors de plus en plus à la mode aux dépens du néoclassicisme. Il dessine les plans de l'église de l'ambassade russe à Tauris, de la caserne et de la cathédrale russe de Sveaborg, de l'Assemblée de la Noblesse à Novgorod, de l'institut militaire des Forêts de Saint-Pétersbourg, etc.
Il dessine aussi des plans-types pour églises pouvant contenir deux cents, cinq cents ou mille fidèles qui sont proposés obligatoirement aux architectes de tout l'Empire, afin de s'inspirer des modèles, du style et des formes.

### Débuts de la construction du palais du Kremlin (1837-1854)
Nicolas Ier décide de faire construire un nouveau palais au Kremlin en 1837 qui soit digne de la résidence d'un souverain et rappelle au peuple ses liens avec son empereur. Constantin Thon est une fois de plus chargé du projet avec 700 salles et pièces de réception. Il s'inspire pour l'intérieur de l'histoire russe. Il fait éditer en 1838 un album de ses plans, les façades du Christ-Sauveur, des églises à Saint-Pétersbourg, Saratov, Peterhof, Tsarskoï Selo, Novgorod (église luthérienne), les clochers du monastère Simonov, des modèles d'églises de ville en pierre, etc.
Il termine en 1842 la construction de la cathédrale Sainte-Catherine de Tsarskoïe Selo et la restauration du théâtre Maly à Moscou et établit des plans-types, toujours selon la volonté impériale, de maisons paysannes pour les populations envoyées dans les nouvelles terres de l'Est. Il multiplie les projets d'églises en province (comme à Ielets, Rostov-sur-le-Don) et d'iconostases et construit une maison pour les invalides de guerre à Izmaïlovo.
Il est chargé en 1847 de la construction des gares terminales de la ligne de chemin de fer Saint-Pétersbourg-Moscou, ligne appelée Nikolaïevskaïa en l'honneur de l'empereur. Ce projet est colossal et symbolique de la fin du règne de Nicolas Ier. Thon utilise les dernières techniques, dont l'acier, pour la construction des deux gares (1849-1851) qui se présentent avec des éléments historicistes (style vénitien et tour moyenâgeuse). Il réaménage aussi divers édifices du Kremlin, dont le palais des Armures.
On lui doit aussi à la même époque le monument de Pojarski à Souzdal et des églises à Tiflis. Il réalise les plans de l'église de la Nativité d'Arzamas. Il s'attèle aussi à la décoration intérieure de la cathédrale du Christ-Sauveur, surtout à partir de 1853-1854. Il construit l'entrée principale du Palais Nicolas du Kremlin et la galerie le reliant au monastère adjacent. Il consolide l'immense coupole de l'église de la Résurrection de la Nouvelle Jérusalem et termine l'église Saint-Miron à Saint-Pétersbourg.
En 1853 est achevée la cathédrale de l'Épiphanie réalisée suivant ses plans au couvent de l'Épiphanie à Ouglitch dans un style russo-byzantin.

### Dernières années

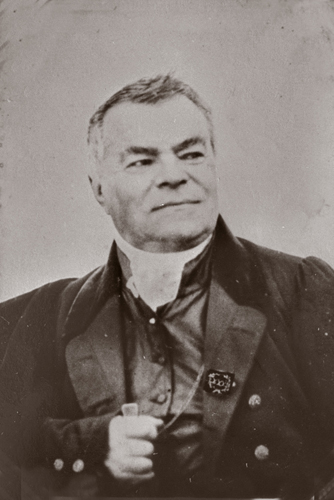
Constantin Thon vers 1870

Constantin Thon après 1854 est tout aussi chargé de commandes et de projets. La mort du recteur de l'Académie Avraam Melnikov cette année-là l'affecte, mais il est toujours occupé par la construction de la cathédrale du Christ-Sauveur et des réaménagements du Kremlin (salle Saint-Georges par exemple), ainsi que par des commandes d'églises et d'usines en Sibérie. Il continue aussi d'enseigner. On compte parmi ses disciples Karl Maïevski (ru), Karl Rachau (ru), Alexandre Rezanov, Vassili Kenel (ru), Ludwig Sperer (ru), Mikhaïl Makarov (ru), etc. Ces vingt dernières années sont assombries par la faiblesse de sa santé, mais il continue à surveiller la construction de « sa » cathédrale et à s'occuper de ses élèves.
Il meurt en 1881 à Saint-Pétersbourg où il est enterré au cimetière orthodoxe.